# Can Samaranch
Can Samaranch és una fàbrica ubicada a Molins de Rei, fundada per Francesc Samaranch Castro, pare de Joan Antoni Samaranch.
Samaranch SA era una indústria tèxtil especialitzada en vànoves i tapisseries, que va donar feina a generacions d'immigrants que arribaven a la zona. Va arribar a tenir 550 treballadors.
Durant la Guerra Civil, el 20 de gener de 1939, la fàbrica va patir un bombardeig en l’avançada franquista que destruiria bona part del recinte i la paralitzaria. L’any 1949, el règim franquista li va atorgar posteriorment el títol d'Empresa Ejemplar. En la darrera època, la publicació mensual de la revista Ecos de Samaranch (1958 i 1967) en faria de portaveu.
La fàbrica disposava d'una llar d'infants pròpia, la Casa Cuna, i també d'un club social, el club Samaranch, des d'on s'organitzaven activitats d'oci i esports pels treballadors. També tenia una sala biblioteca, anomenada SalaClub, que fou l'origen de l'actual Museu Municipal de Molins de Rei. De fet, Can Samaranch va ser la primera seu del museu municipal, fins que el 1967 es va traslladar a la seva ubicació actual. Va romandre activa fins al 1976.
La fàbrica va tancar definitivament l'any 1976. Actualment l'edifici allotja un restaurant.